# Enkianthus nudipes
Enkianthus nudipes là một loài thực vật có hoa trong họ Thạch nam. Loài này được (Honda) Ueno mô tả khoa học đầu tiên năm 1950.